# 张代新
张代新，原中国人民解放军少将。
曾任中国人民解放军沈阳军区第16集团军后勤部部长，2012年，升任黑龙江省军区副司令员。2014年12月，军事检察机关对其立案侦查。2015年7月，因犯贪污罪被判处有期徒刑10年。